# Ogräsgullört
Ogräsgullört (Amsinckia intermedia) är en växtart i familjen strävbladiga växter.